# 長濱政壽
長濱 政壽（ながはま まさとし、1911年1月1日 - 1971年5月21日）は、日本の行政学者、政治学者。京都大学名誉教授。辻清明と並ぶ行政学第2世代の一人。新潟県新潟市生まれ。「長浜 政寿」とも表記される。
1931年、新潟高等学校文科甲類卒業。1934年、京都帝国大学法学部政治科卒業。同年、京都帝国大学法学部助手。1936年、京都帝国大学法学部専任講師。1938年、京都帝国大学法学部助教授に就任。1945年、京都帝国大学法学部教授に就任。1956年、京都大学評議員。1960年、京都大学より法学博士を取得。1961年、国家公務員採用上級甲乙種試験専門試験委員。1967年、京都大学法学部長。1971年、京都大学評議員。同年、京都大学在職中に逝去。

## 著書
- 『知事公選の諸問題』（有斐閣、1946年）
- 『国家機能の分化と集中』（弘文堂、1950年）
- 『地方自治』（岩波書店、1952年）
- 『行政学講義案Ⅰ』（有信堂、1957年）

などがある。